# Григоровщина (Полтавская область)
Григоровщина (укр. Григорівщина) — село,
Шишацкий поселковый совет,
Шишацкий район,
Полтавская область,
Украина.
Код КОАТУУ — 5325755103. Население по переписи 2001 года составляло 93 человека.

## Географическое положение
Село Григоровщина примыкает к селу Цевы, на расстоянии в 1 км расположены сёла Зелёное и Чернышевка.
По селу протекает пересыхающий ручей с запрудой.
Рядом проходит автомобильная дорога Т-1720.